# Лагото Ромањоло
Лагото Ромањоло, или италијански водени пас, је древна раса паса, сврстана у групу 8 према ИЦФ класификацији. Узгајан у северној Италији у 16. веку. Захваљујући изузетном укусу, користи се за тражење тартуфа. Налазимо га у Италији, Шведској, Великој Британији, Француској, САД, Аустралији.
Упркос чињеници да је раса веома древна, њу је Међународна кинолошка федерација званично признала на привременој основи тек 1995. године, а на сталној основи 2005. године.

## Порекло
Постоји само једна верзија порекла ове расе, али се и она доводи у питање. Она лежи у чињеници да раса Лагото Ромањоло потиче од тресетног пса (Canis familiaris palustris Rutimeyer), који је живео у периоду од 10.000 до 6.000 година пре нове ере. Сматра се да су од њега настале тако уобичајене расе паса као што су шпиц, теријери, пинчери и др. Ову верзију подржава и председник Италијанског расе клуба Ј. Морсиани. Међутим, сматра се мало вероватним, јер је предак паса, међу којима је и Лагото Ромањоло, Пепељасти пас или Интермедиус. Његове остатке је открио чехословачки палеонтолог Јанош Непомук Волдрих 1872. године. То је пепељасти пас који се сматра претком шпанијела, гонича, чувара и других ловачких раса.
Старина расе је тачно доказана, шведски природњак К. Линаеус помиње "коврџаве" псе. у 18. веку Еугенио Раимонди у 17. веку. Обојица описују пса са упадљивим карактеристичним особинама: коврџавом грубом длаком, веселом и пријатељском настројеношћу и одличним способностима за лов по води. Конкретно, Лагото је савршено пливао, лако је учио, слободно и без штете за себе би заронио након подстављене дивљачи у воду са леденом кором (били су савршено заштићени густом вуном - једна од главних предности ове расе) .

## Историја расе
Дуго времена, још од 16. века, морнари су користили Лагото Ромањоло за заштиту једрилица. Затим, у 17-18. веку, пси ове расе почели су да се користе у лову на води. Били су одлични у хватању одстрељене дивљачи и генерално су имали све неопходне вештине ловачког пса. Али почетком 19. века многе воде у Италији, поред којих су Лагото ловили, су исушене, а италијански ловци на водене птице нису имали шта више потребе за оваквим псима. Међутим, Лагото је ипак нашао употребу - тражење тартуфа. Лагото Ромагноло има одличан инстинкт, ови пси су у стању да пронађу печурке, чак и ако расту на дубини од 50-60 цм. Данас је Лагото Ромањоло, претежно пас за тражење печурака, ловац на тартуфе.
1988. године, у домовини Лагота - у Италији - организован је први расни клуб. А 1991. раса је призната, четири године касније уследило је званично одобрење паса ФЦИ. Лагото Ромањоло користи и полиција, за откривање дроге и сл.

## Изглед
Према стандарду расе, Лагото Ромањоло је снажан пас, пропорционално грађен, средње висине.
Висина мужјака (у гребену) идеално не би требало да прелази 46 цм, али су дозвољене величине од 43 цм до 49 цм Висина куја је од 41 цм до 46 цм. Идеална висина за њих је 43 цм. Тежина 13-16 кг, за кује - 11-14 кг.
Глава треба да буде средње величине, нешто дужа од њушке. Прелаз са чела на њушку је једва приметан. Задњи део носа је раван, велики режањ. Очи су прилично велике и заобљене. Њихове очи зависе од основне боје пса. Могу да варирају од окер до светло и тамно браон. Уши су средње величине, висеће, у облику троугла, заобљене надоле. Реп је сабљастог облика, благо се сужава према крају. Налази се испод линије леђа.
Длака је прилично густа, коврџава, тврда на додир. Густа, водоотпорна поддлака. Умерена дужина праменова. Коврче и праменови се налазе скоро по целом телу. Боја од тамно браон до беле, бела са црвеним и смеђим мрљама. Постоје мешане нијансе. Повремено се на њушци појављује тамна (у поређењу са бојом тела) или, обрнуто, светлија маска.

## Карактеристике
Лагото је друштвен, пријатељски, миран пас. Не подноси усамљеност, воли да је увек у близини власника. Упркос свом веселом расположењу, веома је вредан, лак за обуку и активан пас. Из тих разлога га користи полиција. У стању је да се потпуно посвети задатку, на дајући да га ништа омете. Такође, овај пас је одличан са децом - миран и пријатељски настројен. Добро се слаже са другим псима - није оштар и не сувише самоуверен. За непознате личности, Лагото је резервисан и сумњичав. Са привидном смиреношћу и равнодушношћу, увек ће бити на опрезу и на време упозорити власника на непожељне радње госта.
Међутим, узимајући у обзир све горе наведене карактеристике, треба напоменути да је Лагото Ромагњоло, пре свега, ловац. Током дугих деценија које је пас провео у кругу породице, није изгубио навику и инстинкт за лов.